# Krusty Gets Busted
«Krusty Gets Busted», llamado «Krusty entra en chirona» en España y «Krusty va a la cárcel» en Hispanoamérica, es un capítulo perteneciente a la primera temporada de la serie animada Los Simpson, emitido originalmente el 29 de abril de 1990. El episodio fue escrito por Jay Kogen y Wallace Wolodarsky, y dirigido por Brad Bird. Kelsey Grammer fue la estrella invitada, interpretando por primera vez a Sideshow Bob. Este episodio marca las primeras apariciones completas de Krusty, su programa y también de Itchy and Scratchy, luego de haber aparecido en unos cortos, así como también la primera aparición importante de Sideshow Bob, quien se terminaría convirtiendo en un antagonista recurrente de la serie.

## Sinopsis
Homer pasa por el Kwik-E-Mart y presencia un asalto de parte de un payaso enmascarado parecido a Krusty. Identifica al payaso como Krusty a la policía, y Krusty es arrestado, molestando a Bart, quien lo idolatra. En el juicio, Homer apunta a Krusty como el ladrón y es sentenciado a la cárcel. La comunidad quema la mercadería de Krusty. El compañero de Krusty, Sideshow Bob se vuelve el nuevo anfitrión del programa y cambia el foco del mismo, centrándose en la educación y la literatura clásica, mientras retiene a Itchy y Scratchy. Negándose a aceptar que su héroe podría ser un criminal, Bart pide ayuda a una reluctante Lisa para demostrar la inocencia de Krusty.
En la escena del crimen, el par deduce que Krusty no podría ser el asaltante, quien había utilizado un microondas no apto para personas con marcapasos y leer las revistas (Durante el juicio, Krusty reveló que era analfabeto). Van con Sideshow Bob para preguntar si Krusty tenía enemigos, pero reciben boletos para su programa. En una transmisión en vivo, Bart es invitado al escenario con Bob, quien ignora los detalles del microondas y la revista, apuntando al hecho de que Krusty nunca escuchaba a su doctor y que una persona no tenía que ser alfabeta para disfrutar los dibujos en una revista (aunque demuestra estar algo dolido por unos segundos después de que Bart le recuerda que fue disparado por un cañón). Cuando Bob dice que tiene unos "zapatos grandes que llenar", Bart recuerda que el asaltante gritó de dolor cuando Homer le pisó los pies y reconoce que, a pesar de tener puestos los zapatos grandes de payaso todo el tiempo, Krusty podría no haber sentido la pisada de Homer debido a sus pequeños pies, algo que Bart notó cuando Krusty subió a la corte. Bart deduce que Bob es el verdadero asaltante ya que él tenía mucho que ganar con la caída de Krusty, y que tiene pies lo suficientemente largos para llenar literalmente sus zapatos. Para demostrar esto, golpea los zapatos de Bob con un mazo, haciendo a Bob gritar de dolor y exponiendo sus enormes pies. Mientras veían el programa, la policía reconoce que era la evidencia que no pudieron ver en su momento y se dirigen al estudio para arrestar a Bob.
Con su crimen expuesto, Bob confiesa que la razón por la que inculpó a Krusty: Porque detestaba pasar los años siendo el objeto de los gags humillantes del payaso mientras "desperdiciaba su fortuna en sus vulgares apetitos". Él jura venganza contra Bart mientras es llevado a prisión. Krusty saldría en libertad después de que los cargos en su contra fueran desestimados y también recobraría la confianza de la comunidad. Los residentes y la policía se disculpan con Krusty, uno de los primeros siendo Homer, por apuntarlo en la corte. Krusty le da las gracias a Bart por defender la verdad y mantenerse fiel a sus convicciones. Se toma una foto de los dos dándose la mano, una foto la cual posteriormente Bart cuega en su habitación, decorada con mercadería de Krusty.

## Producción
Brad Bird quería que el episodio comenzase con un plano de la cara de Krusty. Al elenco le gustó la idea, por lo que Bird sugirió que los tres actos del episodio, definidos por la ubicación de los cortes comerciales, deberían comenzar con un plano principal. El primer acto del episodio comienza con la cara de Krusty presentando a su audiencia en el programa, el segundo con la cara del payaso encerrada tras las rejas y el tercero, con la cara de Bob en un afiche. El personaje de Krusty está basado en un payaso de la televisión de Portland, Oregón, llamado Rusty Nails, a quien veía Matt Groening durante su infancia en Portland. El guion original, escrito por Jay Kogen y Wallace Wolodarsky, tenía 78 páginas de largo, por lo que muchas de las escenas debieron ser editadas. Una escena que fue cortada fue la que Patty y Selma muestran las fotografías de sus vacaciones, las cuales originalmente contenían imágenes de ellas siendo atacadas por haber introducido heroína en Estados Unidos.
En este episodio apareció por primera vez Sideshow Bob en un papel relevante, ya que previamente había aparecido en el fondo de una escena de un episodio de la primera temporada, "The Telltale Head". En esa aparición, su diseño fue más simple y su cabello era de forma redonda. El diseño de Bob fue mejorado para "Krusty Gets Busted", y los animadores trataron de volver a grabar sus escenas en "The Telltale Head" con el nuevo diseño, pero no tuvieron suficiente tiempo para hacerlo. Originalmente, James Earl Jones había sido el elegido para personificar a Bob en "Krusty Gets Busted", pero los productores decidieron llamar a Kelsey Grammer, un miembro del elenco de Cheers en esa época. Kent Brockman y Scott Christian hacen sus primeras apariciones en Los Simpson en este episodio.